# 스티브 피넌
스티븐 존 "스티브" 피넌(Stephen John "Steve" Finnan, 1976년 4월 24일, 아일랜드 리머릭 ~ )은 아일랜드의 전 축구 선수이다. 피넌은 FIFA 월드컵, 챔피언스리그, UEFA컵, 그리고 잉글랜드의 4개의 디비전과 잉글리시 콘퍼런스를 경험한 선수이다.